# 日曜日が待ち遠しい!
『日曜日が待ち遠しい！』（にちようびがまちどおしい!、原題: Vivement dimanche!）は、1983年のフランスのミステリ映画。フランソワ・トリュフォー監督の長編第21作となる遺作で、出演はファニー・アルダンとジャン＝ルイ・トランティニャンなど。原作はチャールズ・ウィリアムズの『土曜を逃げろ』。
『隣の女』のラスト近くでファニー・アルダンが小型拳銃をしのばせて暗い夜道を歩くシーンを見たときに「次は彼女のためにミステリ映画をつくろう」と思い立ったという。もっとも「全体のトーンは幸福感にみちあふれたもの」にしたいという監督の言葉通り、軽快なコメディ映画に仕上がっている。
ちなみに、監督が亡くなった1984年10月21日も日曜日であった。

## ストーリー
南フランスの小さな町。不動産事務所の秘書をしているバルバラは、余暇には素人演劇の舞台にも立っている快活な女性だ。ある時、バルバラの上司であるジュリアンが、彼の妻の殺害事件の容疑者として警察にあげられてしまう。バルバラは、ひそかに思いを寄せるジュリアンを事務所の地下室にかくまい、素人探偵としてさっそうと調査に乗り出す。

## キャスト
- バルバラ・ベッケル: ファニー・アルダン - 不動産屋の秘書。
- ジュリアン・ヴェルセル: ジャン＝ルイ・トランティニャン - 不動産屋。
- クレマン弁護士: フィリップ・ロダンバッシュ（フランス語版） - ジュリアンの弁護士。
- マリー＝クリスティーヌ・ヴェルセル: カロリーヌ・シオル（フランス語版） - ジュリアンの妻。
- サンテリ警察署長: フィリップ・モリエ＝ジュヌー（フランス語版）
- ベルトラン・ファーブル: グザヴィエ・サン＝マカリー（フランス語版） - バルバラの元夫で新聞記者。
- クロード・マスリエ神父: ジャン＝ピエール・カルフォン - 最初の被害者の兄。
- ポーラ・デルベク: アニク・ブローブル - エデン座の切符売場の女性。
- ルイゾン: ジャン＝ルイ・リシャール - 売春組織のボス。

## 解説
- バルバラのセリフ「社長はブロンドがお好き」はハワード・ホークス監督の『紳士は金髪がお好き』をもじったもの。
- 「人生は小説（ロマン）ではない」は、ファニー・アルダンも出演したアラン・レネ監督の『人生は小説（ロマン）である』のもじり。
- バルバラ・ベッケルの姓「ベッケル」はジャック・ベッケル監督からとったもの。
- バルバラのモデルは女優のキャサリン・ヘプバーン。
- 映画館エデン座で上映中の映画はスタンリー・キューブリック監督の『突撃』。
- 「ルイゾン」はジャン・ルノワール監督の『獣人』の機関車の愛称。「エンジェルフェイス」はオットー・プレミンジャー監督の『天使の顔（エンジェルフェイス）』。「スカーフェイス」はハワード・ホークス監督の『暗黒街の顔役（スカーフェイス）』。
- 回転式本棚にはめこまれた水槽のわきに貼られた写真は、晩年のジュディ・ガーランドの遺影。
- ホテルの部屋の番号はやっぱり「813号室」。
- ラブシーンの後、バルバラが「恥しい “J'ai honte”」と漏らしたのを、ナイーヴなジュリアンが「待ち遠しい “J'ai hâte”」と聴きまちがえたことから、「日曜日が待ち遠しい “J'ai hâte d'être à dimanche”」という表題の文句をバルバラが言うが、これは『王様の戯れ』の台本にあるブランシュの台詞「Le dimanche jamais revient assez tôt」から思いついたもの。ユゴーの戯曲では純情なブランシュは非業の死をとげる。